# Drake Callender
Drake Steven Callender (Sacramento, 7 ottobre 1997) è un calciatore statunitense, portiere dello Charlotte FC.

## Carriera
Cresciuto nei settori giovanili di Cap FC United e Placer United, dal 2013 al 2016 fa parte delle giovanili dei S.J. Earthquakes. A livello scolastico, ha rappresentato l'Università della California - Berkeley. Nella stagione 2019 ha fatto parte della rosa dei San Francisco Glens, formazione militante nell'USL League Two, senza mai scendere in campo. Il 12 novembre 2019 viene ingaggiato come Homegrown Player Rule dall'Inter Miami. Dopo aver trascorso una stagione con la seconda squadra, il Fort Lauderdale CF, il 19 marzo 2022 ha esordito con l'Inter Miami, in occasione dell'incontro di MLS perso per 3-1 contro l'FC Cincinnati.
Il 19 agosto 2025 viene acquistato a titolo definitivo dallo Charlotte FC.

## Statistiche

### Presenze e reti nei club
Statistiche aggiornate al 19 agosto 2025.
| Stagione           | Squadra             | Campionato         | Campionato | Campionato | Coppe nazionali | Coppe nazionali | Coppe nazionali | Coppe continentali | Coppe continentali | Coppe continentali | Altre coppe | Altre coppe | Altre coppe | Totale | Totale |
| Stagione           | Squadra             | Comp               | Pres       | Reti       | Comp            | Pres            | Reti            | Comp               | Pres               | Reti               | Comp        | Pres        | Reti        | Pres   | Reti   |
| ------------------ | ------------------- | ------------------ | ---------- | ---------- | --------------- | --------------- | --------------- | ------------------ | ------------------ | ------------------ | ----------- | ----------- | ----------- | ------ | ------ |
| 2019               | San Francisco Glens | USL2               | 0          | 0          | -               | -               | -               | -                  | -                  | -                  | -           | -           | -           | 0      | 0      |
| 2021               | Fort Lauderdale CF  | USL1               | 17         | -31        | -               | -               | -               | -                  | -                  | -                  | -           | -           | -           | 17     | -31    |
| 2022               | Inter Miami         | MLS                | 24+1       | -37 + -3   | USOC            | 3               | -2              | -                  | -                  | -                  | -           | -           | -           | 28     | -42    |
| 2023               | Inter Miami         | MLS                | 33         | -53        | USOC            | 5               | -8              | -                  | -                  | -                  | LC          | 7           | -8          | 45     | -69    |
| 2024               | Inter Miami         | MLS                | 32+3       | -45 + -6   | -               | -               | -               | CCC                | 4                  | -8                 | LC          | 3           | -8          | 42     | -67    |
| gen.-ago. 2025     | Inter Miami         | MLS                | 3          | -5         | -               | -               | -               | CCC                | 0                  | 0                  | LC+Cmc      | 0           | 0           | 3      | -5     |
| Totale Inter Miami | Totale Inter Miami  | Totale Inter Miami | 92+4       | -140 + -9  |                 | 8               | -10             |                    | 4                  | -8                 |             | 10          | -16         | 118    | -183   |
| ago.-dic. 2025     | Charlotte FC        | MLS                | -          | -          | USOC            | -               | -               | -                  | -                  | -                  | -           | -           | -           | -      | -      |
| Totale carriera    | Totale carriera     | Totale carriera    | 113        | -180       |                 | 8               | -10             |                    | 4                  | -8                 |             | 10          | -16         | 135    | -214   |

## Palmarès

### Club

#### Competizioni nazionali
- MLS Supporters' Shield: 1

Inter Miami: 2024

#### Competizioni internazionali
- Leagues Cup: 1

Inter Miami: 2023

### Nazionale
- CONCACAF Nations League: 2

2022-2023, 2023-2024

### Individuale
- Miglior portiere della Leagues Cup: 1

2023